# Сосонівка (зупинний пункт)
Сосо́нівка — залізничний пасажирський зупинний пункт Харківської дирекції Південної залізниці.
Розташований у селі Низівка, Нововодолазький район, Харківської області на лінії Мерефа — Красноград між станціями Кварцовий (4 км) та Власівка (12 км).
Станом на травень 2019 року щодоби дев'ять пар приміських електропоїздів здійснюють перевезення за маршрутом Харків-Пасажирський — Красноград.